# Tentativa de ataque terrorista à FCUL

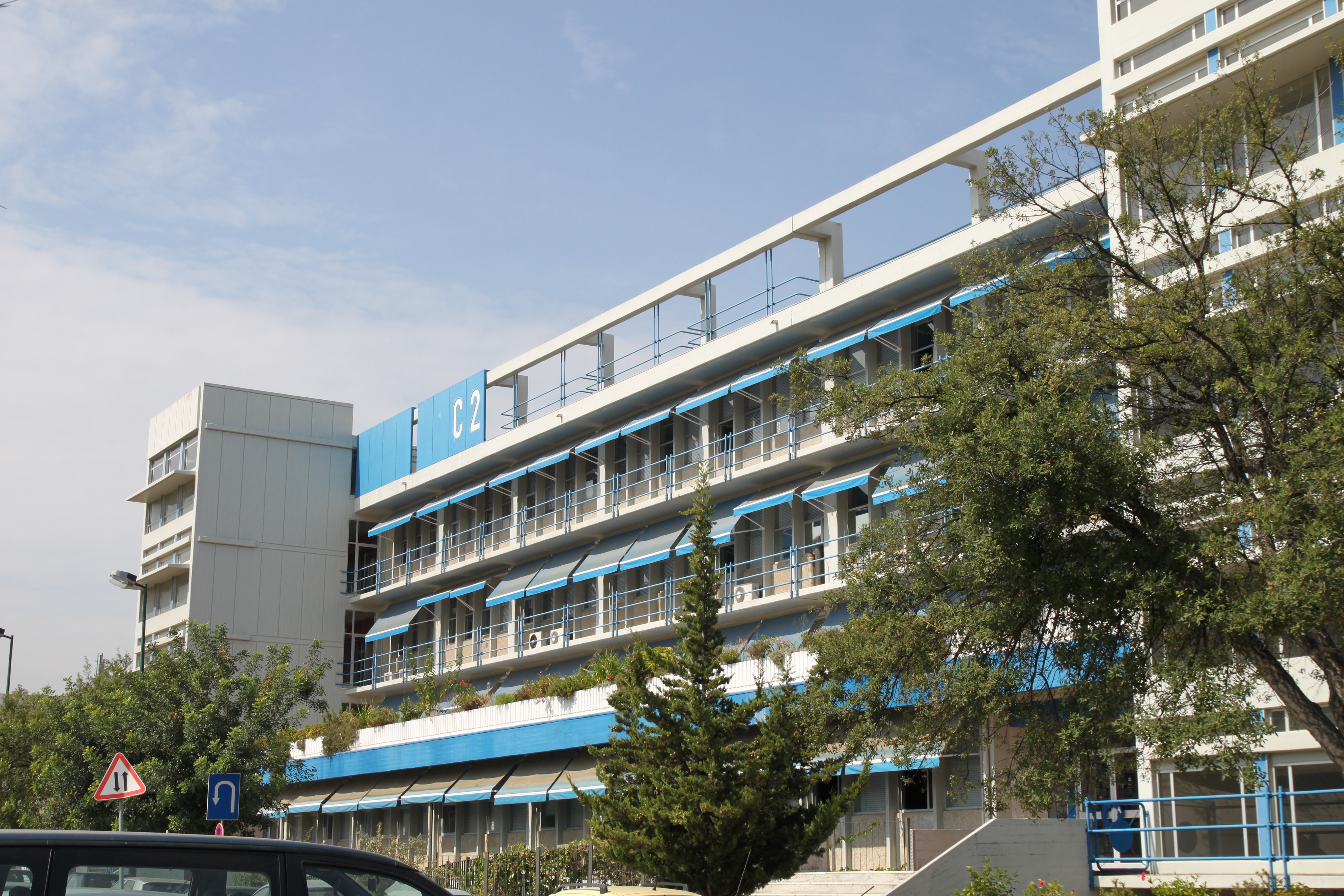
Vista lateral do edifício C2 da Faculdade de Ciências da Universidade de Lisboa

A tentativa de ataque terrorista à FCUL foi um plano falhado para executar um atentado terrorista ao máximo número de estudantes e às instalações da Faculdade de Ciências da Universidade de Lisboa, em Lisboa, Portugal. O ataque estava programado para o dia 11 de fevereiro de 2022, tratando-se de uma situação inédita em Portugal.

## Autor
João Real Carreira, autor do plano um jovem, na altura com 18 anos, de nacionalidade portuguesa, com síndrome de Asperger. É oriundo de família humilde de Lapa Furada, uma pequena aldeia de 30 a 50 casas entre a Batalha e o Santuário de Fátima, no distrito de Leiria, onde vivia com os pais e um irmão mais velho até entrar na universidade.
Na altura da detenção era aluno do primeiro ano do curso de Engenharia Informática da FCUL, onde entrou com média de 19 valores. Morava sozinho num quarto alugado num apartamento dos Olivais, em Lisboa. Pelo seu comportamento introvertido e hábito de andar sozinho, Carreira seria vítima de bullying tanto na aldeia natal, como por parte de colegas universitários, o que o teria levado a radicalizar-se. No entanto, colegas de Carreira no ensino secundário e universitário asseguram que nunca tomaram conhecimento que este fosse vítima de bullying.
Carreira não tinha antecedentes criminais. De acordo com informações recolhidas pela CNN Portugal, trata-se de um rapaz reservado, bom aluno, mas com algumas dificuldades de relacionamento com outras pessoas. Segundo colegas de escola, "conhecia vários ataques terrorista todos de trás para a frente” e dizia várias vezes que tinha o "sonho de matar uma pessoa para saber a sensação".
Carreira era fã de manga, partilhando pela última vez nas suas redes sociais, a 9 de fevereiro, um trecho do mangá That Time I Got Reincarnated as a Slime, mostrando a morte de um personagem, Satoru Mikami, esfaqueado enquanto protegia um colega de trabalho, Tamura, de um ladrão.

## Plano
O plano abortado a 10 de fevereiro de 2022 pela Unidade Nacional de Contraterrorismo da Polícia Judiciária (PJ) consistia num ataque terrorista à Faculdade de Ciências da Universidade de Lisboa (FCUL), com o objetivo de atacar o maior número de estudantes possível, de forma indiscriminada, usando como modelo os assassinatos em massa ocorridos em escolas dos Estados Unidos, assim como um professor em particular.
Segundo a PJ, o ataque estava a ser planeado há meses, de forma isolada, e envolvia explosões. Foram encontradas nas buscas ao quarto isqueiros, maçaricos, duas latas de gás em spray, duas latas de gás butano e quatro latas de combustível, assim como quatro facas, 25 setas e uma besta, que possivelmente seriam usadas no ataque.
A besta e flechas encontradas fazem supor que pudesse tratar-se de uma mimetização do ataque terrorista perpetrado em julho de 2021 na Noruega, onde foi usada exatamente esta arma, embora mais tarde se tenha confirmado que as cinco vítimas mortais haviam sido de facto esfaqueadas.
Segundo o Expresso, o alegado plano de ataque, escrito numa folha A4, continha tarefas preparatórias e acções a executar, em português e em inglês, para os dias 10 e 11 de Fevereiro. Carreira terá anotado até as horas das refeições. O massacre estava programado para as 13h20 de 11 de fevereiro, no bloco C3, piso 1, salas 9, 11, 15 ou 16, onde decorreriam os exames de melhoria de nota na cadeira de Programação do curso de Engenharia Informática, que Carreira deveria realizar. Seria nesse exame que planearia matar os colegas, com recurso a facas, a uma besta, garrafas de gás e de gasolina.
Segundo o Correio da Manhã, Carreira planearia usar engenhos artesanais explosivos ou incendiários para levar as pessoas a fugir para os corredores, onde esperaria por elas para as matar, com recurso a armas brancas. Após a matança, Carreira planeava fugir de autocarro.
Sobre as motivações, o Jornal de Notícias informa que Carreira ambicionava ser o primeiro assassino em massa português, e que embora visasse matar o maior número de pessoas possível, tinha como alvo principal um professor de uma cadeira da licenciatura em Informática, que supostamente odiaria. A motivação envolveria ainda um incidente relacionado a acusações de plágio, referida por Carreira a Sammy, um jovem norte-americano, que o denunciou ao FBI, numa conversa na rede social Discord, onde tinha o nickname “PsychoticNerd#6116”. Estas informações não foram confirmadas pelas autoridades que investigam o caso.

## Investigação
A suspeita foi inicialmente levantada pelo FBI, após sinalizar a presença compulsiva na dark web de um português, para consumo massivo de conteúdos violentos, muitos ataques e massacres, como tiroteios em escolas americanas. Foi então emitido um alerta, ainda sem nomes, moradas ou quaisquer detalhes do plano, a poucos dias da data planeada para a realização do atentado. Além dos conteúdos consultados, o FBI facultou ainda informações sobre possíveis intenções futuras do suspeito, alegadamente conseguidas através dos registos dos chats onde este comunicava, em particular na dark web, e onde terá comunicado a sua intenção de levar a cabo um atentado em Portugal. Foram igualmente informados sites de armas que o suspeito pesquisava na mesma rede. A troca de informações entre a PJ e o FBI fez-se ao abrigo da cooperação bilateral entre as duas instituições, e não via Interpol.
Apesar dos parcos detalhes, a PJ atribuiu prioridade máxima à investigação, trabalhou detalhadamente sobre a informação fornecida, numa investigação relâmpago.
Foi aberto inquérito titulado pela Secção de Investigação do Crime Violento do DIAP de Lisboa, sendo emitidos mandados de busca domiciliária.

## Buscas e prisão
A 10 de fevereiro, foi dado cumprimento aos mandados de busca, sendo apreendidas em casa do suspeito várias armas proibidas, assim como outros artigos suscetíveis de serem usados na prática de crimes violentos, vasta documentação, e um plano detalhado da ação criminal a desencadear. Apenas nessa altura foi confirmada a perigosidade do suspeito.
O jovem foi detido em flagrante delito pela posse das armas, na sua residência, em Lisboa, encontrando-se indiciado pela posse das armas, e pela prática do crime de terrorismo. Encontra-se detido nas instalações da PJ, sendo presente a 11 de fevereiro a um primeiro interrogatório judicial, com vista à sujeição à medida de coação tida por adequada.
A 11 de fevereiro, a juíza de instrução validou a indiciação pelos crimes de terrorismo e posse de arma proibida, decretando a prisão preventiva por entender que estaria em causa o perigo de continuação da atividade criminosa e de perturbação da tranquilidade. Carreira manteve-se em silêncio durante a audiência em tribunal. Foi depois levado para o Estabelecimento Prisional de Lisboa, onde ficou poucas horas, sendo transferido para o Hospital Prisional São João de Deus, em Caxias. O advogado contratado pela família de Carreira, Jorge Pracana, considera a decisão "plausível face aos factos”, e a medida de coação aplicada “ajustada”, embora admita que poderá ser revista.
A 14 de fevereiro, Pracana contestou a indiciação pelo crime de terrorismo, alegando a ausência de motivações ideológicas, à semelhança do que ocorreu no caso da invasão da Academia do Sporting, no qual a acusação de terrorismo acabou por cair.

## Impacto
A 10 de fevereiro, a FCUL encontrava-se em pausa letiva para a realização de exames, com o início das aulas agendado para o dia 21. O acesso aos edifícios da FCUL para professores, investigadores e bolseiros depois das 20h00 foi limitado apenas a quem tenha autorização da reitoria, num regime semelhante ao existente durante os confinamentos. Apesar da comoção gerada pela divulgação da tentativa de ataque, a FCUL decidiu não cancelar exames e eventos agendados para 11 de fevereiro, incluindo 47 exames de recurso de Álgebra I, Introdução à Programação, Química e Sistemas de Informação e Bases de Dados, e uma entrega de prémios sobre mobilidade urbana, marcada para as 17h.
Marcelo Rebelo de Sousa, presidente de Portugal, deslocado em Brest, em França, onde participou na "One Ocean Summit", elogiou o trabalho eficaz da PJ, após a detenção de Carreira.

## Condenação
O estudante acusado de planear um ataque terrorista, foi condenado em 19 de dezembro de 2022 a dois anos e nove meses de prisão. O estudante foi absolvido do crime de terrorismo mas condenado por posse de arma proibida. Irá cumprir a pena de prisão efetiva num estabelecimento prisional para inimputáveis. 